# 212
Năm 212 là một năm trong lịch Julius.

## Mất
- Mã Đằng lãnh chúa ở Tây Lương thời Tam Quốc, cha của danh tướng Mã Siêu
- Mã Hưu, con Mã Đằng, em trai của Mã Siêu
- Mã Thiết, con Mã Đằng, em trai của Mã Siêu
- Lương Hưng, tướng Tây Lương, cùng Mã Siêu khởi binh tham gia trận Đồng Quan